# Kurt Lingens
Kurt Lingens (* 31. Mai 1912 in Düsseldorf; † 1966 oder 1967) war ein deutscher Arzt, der von Yad Vashem als Gerechter unter den Völkern ausgezeichnet wurde.

## Leben
Der Arzt Dr. Kurt Lingens war deutscher Staatsbürger, wurde 1933 wegen seiner Zugehörigkeit zu einer antifaschistischen Studentengruppe von allen deutschen Hochschulen ausgeschlossen.
Im Sommer 1942 begannen die Deportationen der Juden aus Wien. Viele Juden wandten sich an das Ehepaar Lingens um Hilfe. Einige von ihnen hatten vor ihrer Deportation ihre Wertsachen bei der Familie Lingens eingelagert.
Als Kurt Lingens mit seiner Frau Ella im Sommer 1942 von der polnischen Untergrundbewegung, mit der es zusammenarbeitete, ersucht wurde, den illegalen Transfer von zwei jüdischen Ehepaaren der Brüder Jakob und Bernhard Goldstein, durchzuführen, nahm er ein Ehepaar bei sich auf und fand für das andere ein geeignetes Versteck.
Am 13. Oktober 1942 wurden Karl Motesiczky, Kurt Lingens und seine Ehefrau Ella wegen finanzieller Hilfe an Mitglieder der polnischen Widerstandsbewegung und der Austeilung gefälschter Ausweise verhaftet. Dabei wurde Kurt Lingens von seinem drei Jahre alten Sohn getrennt. Motesiczky und das Ehepaar Lingens wurden zum Hauptquartier der Gestapo im vormaligen Hotel Métropole am Morzinplatz gebracht. Kurt Lingens wurde nach kurzer Haft einer Strafeinheit überstellt.
Nach dem Krieg ließ er sich von seiner aus dem KZ Auschwitz zurückgekehrten Frau scheiden. Er arbeitete in einer Wiener Kinderklinik und wanderte schließlich nach Amerika aus, wo er als Psychiater arbeitete.
1980 zeichnete Yad Vashem in Jerusalem Ella Lingens-Reiner und postum Kurt Lingens mit der Ehrenmedaille Gerechter unter den Völkern aus.
Sein Sohn ist der österreichische Journalist Peter Michael Lingens.